# Shani

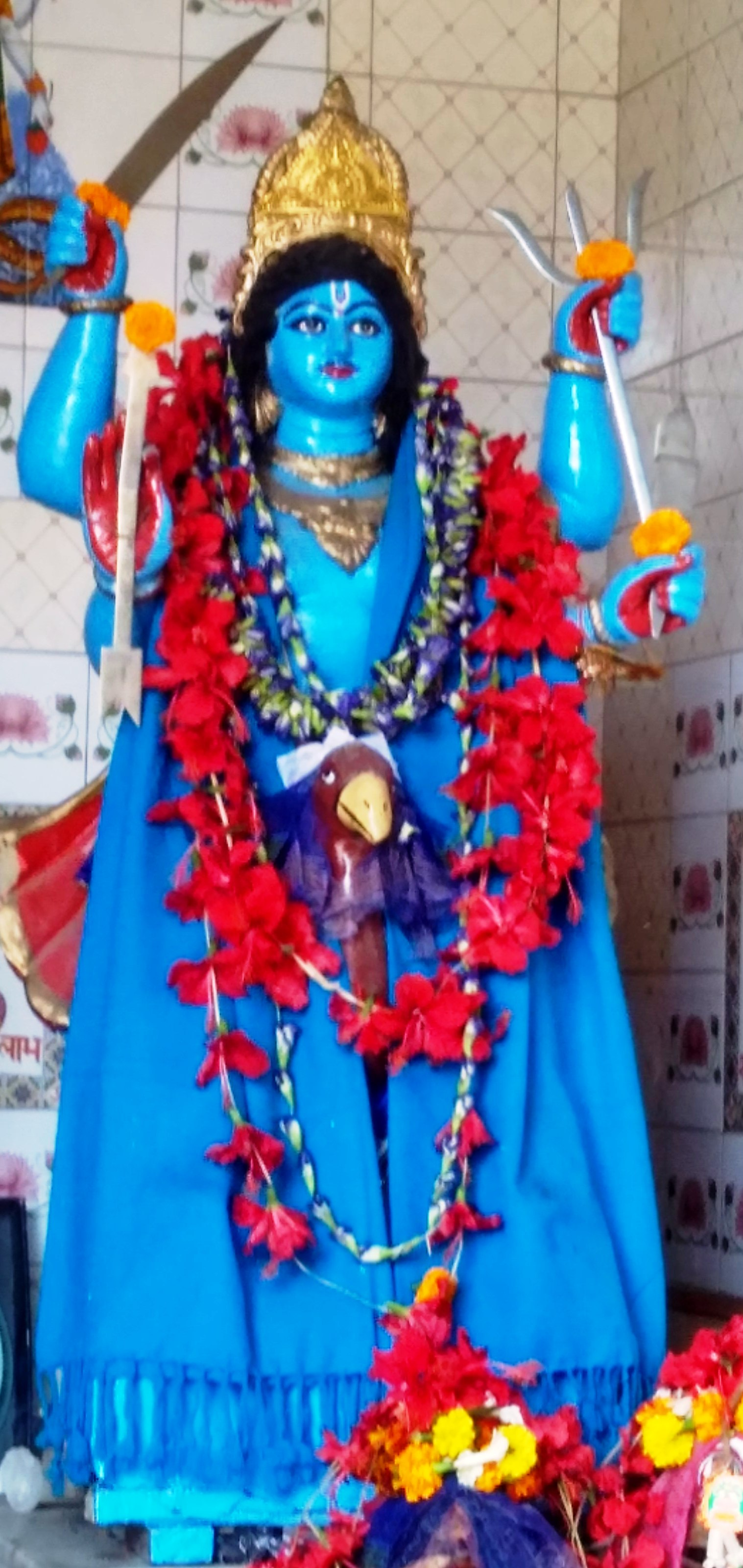
Shani Dev trong một ngôi đền, Kolkata, Tây Bengal, Ấn Độ

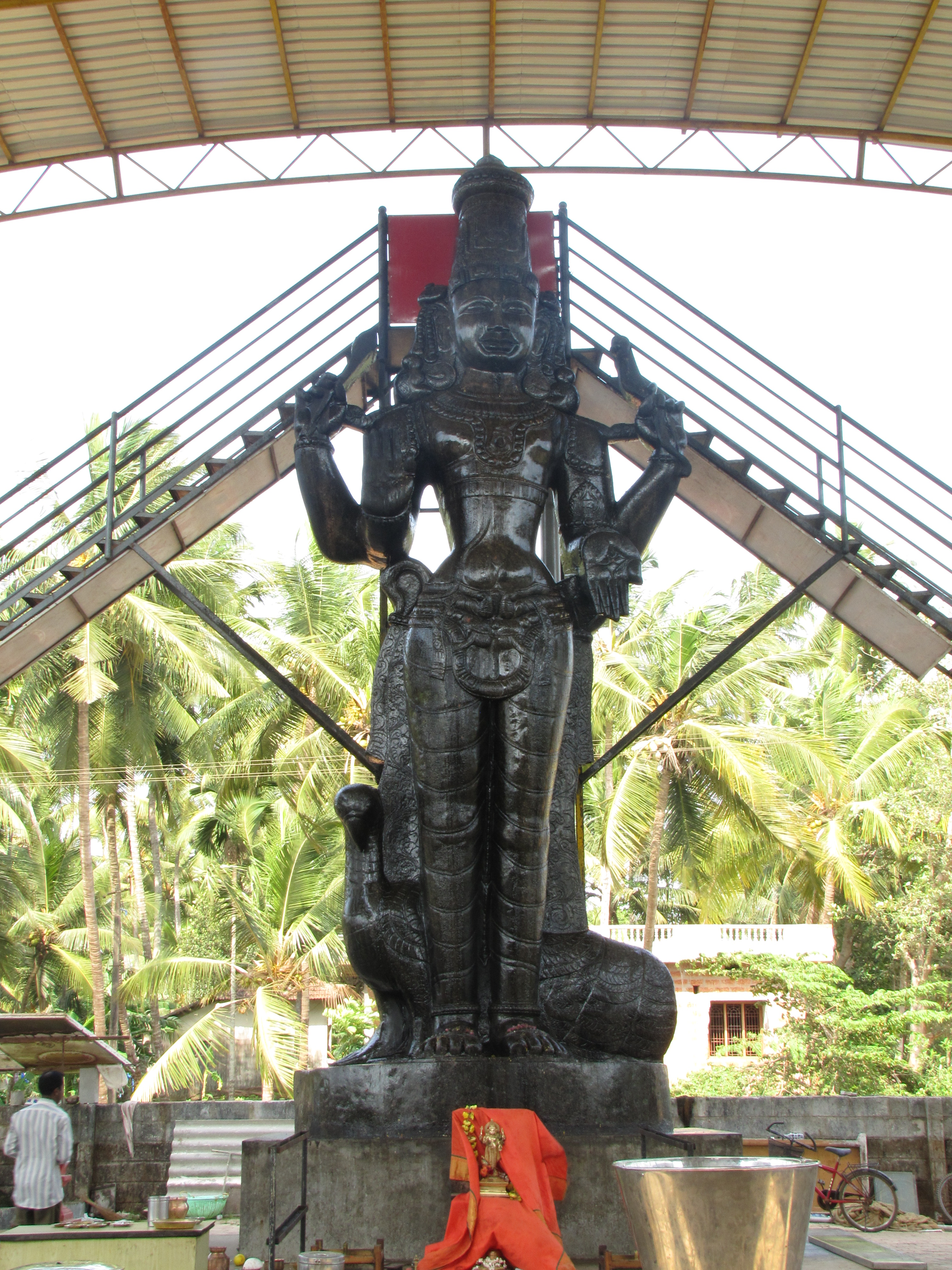
23 foot tall statue of Shani in Bannanje, Udupi

Shani (tiếng Phạn: शनि, Śani) hoặc Śanaiścara dùng để chỉ hành tinh Saturn (Sao Thổ), và là một trong chín Cửu Diệu (Navagraha) trong thiên văn học và chiêm tinh Ấn Độ. Shani cũng là một vị thần trong Puranas. Ông mang nhiều vũ khí khác nhau như kiếm, cung tên và hai mũi tên, rìu và/hoặc đinh ba và ngồi trên một con quạ.
Shani là Thần Công lý trong Ấn Độ giáo, có quyền năng đưa ra phán xét cho mọi sinh linh, dựa trên suy nghĩ, lời nói và hành động của họ (karma). Vị thần này cũng là biểu tượng cho sự khổ hạnh tâm linh, sám hối, kỷ luật và làm việc chăm chỉ.  Phối ngẫu của ông là nữ thần Neela (Neelima) và nữ thần Manda (Dhamini). 

## Hành tinh
Shani với vai trò như một hành tinh xuất hiện trong các văn bản thiên văn của người Hindu khác nhau trong tiếng Phạn, như thế kỷ thứ 5 cuốn Aryabhatiya bởi Aryabhatta, thứ 6 thế kỷ Romaka bởi Latadeva và Pancha Siddhantika bởi Varahamihira, thế kỷ thứ 7 Khandakhadyaka bởi Brahmagupta và thế kỷ thứ 8 Sisyadhivrddida bởi Lalla. Các sách này mô tả Shani là một trong những hành tinh và ước tính các đặc điểm của chuyển động hành tinh tương ứng.  Các văn bản khác như Surya Siddhanta đã được hoàn thành vào khoảng giữa thế kỷ thứ 5 và thế kỷ thứ 10 trình bày các chương của họ về các hành tinh khác nhau như kiến thức thiêng liêng liên quan đến các vị thần.
Các bản thảo của các văn bản này tồn tại trong các phiên bản hơi khác nhau, trình bày chuyển động của Shani trên bầu trời, nhưng khác nhau về dữ liệu của chúng, cho thấy rằng văn bản đã được mở ra và sửa đổi sau đó. Các văn bản hơi không đồng nhất trong dữ liệu của họ, trong các phép đo của họ về  vòng quay, các điểm gần nhất và xa nhất của quỹ đạo, chu kỳ, kinh độ nốt, độ nghiêng quỹ đạo và các thông số khác của Shani. Ví dụ, cả Khandakhadyaka và Surya Siddhanta của bang Varaha đều cho rằng Shani hoàn thành 146.564 vòng quay trên trục của chính mình sau mỗi 4.320.000 năm trái đất, một chiếc Apsis của Apsis là 60 độ, và có độ bội giác (aphelia) là 240 độ trong 499 CE; trong khi một bản thảo khác của Surya Siddhanta sửa đổi các cuộc cách mạng thành 146,568, apogee thành 236 độ và 37 giây và Ep Wheel lên khoảng 49 độ.